# 丽贝卡·亨德森
丽贝卡·亨德森（英語：Rebecca Henderson，1991年9月27日—），曾用姓麦康奈尔（McConnell），澳大利亚女子自行车运动员。她曾代表澳大利亚参加2014年英联邦运动会自行车比赛，获得一枚铜牌。

## 家庭
前夫丹尼尔·麦康奈尔。